# Fountain House
Fountain House er et være- og aktivitetssted for psykisk sårbare, psykisk syge og sindslidende. Ideen er at give de psykisk syge meningsfyldte aktiviteter eller arbejdsopgaver, der kan lære dem nogle færdigheder, så de måske kan blive helt eller delvist selvforsørgende. Der er fokus på det enkelte menneskes ressourcer og muligheder i stedet for deres sygdom/handicap.

## Historie
Fountain House-modellen har sit udspring i New York i USA. I 1940’erne dannede en gruppe af tidligere psykiatriske patienter en i første omgang social klub, som skulle støtte patienter i udskrivelsesfasen. I 50’erne og 60’erne udviklede Fountain House, som huset blev kaldt på grund af en fontæne i gården, sig støt og roligt med hjælp fra tilknyttede socialarbejdere til et målrettet arbejdssted for mennesker med psykiske sygdomme.
I løbet af 1980’erne fik Fountain House mulighed for gennem store fondsmidler at iværksætte et nationalt træningsprogram, som henvendte sig til medarbejdere og institutioner, som var interesserede i at adoptere Fountain Houses arbejdsmetoder, specielt i forhold til overgangsarbejde. Senere blev det sædvane, at også brugere deltog i træningsforløbet, og desuden fik interesserede fra andre lande mulighed for at deltage i 3 ugers træningsforløb i Fountain House New York.

## Fountain House blev verdensomspændende
Udviklingen af klubhuse både i USA og i resten af verden tog fart i midten af 1980’erne, da Fountain House fik bevilliget midler til at følge op på nystartede klubhuse med henblik på at sikre, at man levede op til konceptet. I 1989 blev retningslinjerne for Fountain House-arbejdsmetoderne nedskrevet i et sæt internationale klubstandarder, som revideres jævnligt. Afholdelse af internationale klubhusseminarer hver andet år giver yderligere mulighed for at udvikle og udveksle erfaringer klubhusene imellem.
I løbet af 1990’erne er der sket en voldsom ekspansion af klubhuse i Europa, der arbejder efter Fountain House-modellen, især i Skandinavien og England. I 1994 blev der oprettet et internationalt center for klubhusudvikling (International Centre for Clubhouse Development – ICCD), hvis formål er at fortsætte udviklingen af klubhuse på verdensbasis samt sikre koncept og kvalitet i klubhusenes arbejde via en certificeringsproces, baseret på klubhusstandarderne. ICCDs arbejdssekretariat ligger i tilknytning til Fountain House New York og har som opgave at igangsætte og koordinere arbejdet i de forskellige arbejdskomiteer, herunder bestyrelsen, samt fungere som bindeled imellem klubhusene. Medlemmer af ICCD er alle klubhuse, der ønsker at arbejde efter modellen, og som løbende lader sig certificere af fakultetet, en af de væsentlige arbejdskomiteer i ICCD. De 11 huse i Danmark, som er oprettet efter Fountain House-modellen, har indgået et samarbejde til gensidig inspiration og udveksling af erfaringer samt koordinering af indsatsen i forhold til oprettelse af nye huse i Danmark og samarbejde med ICCD. Man mødes til landsmøder 1-2 gange om året. I oktober 2012 var der 11 Fountain House klubhuse i Danmark,, 8 i Norge og 11 i Sverige.

## Udbredelsen i Danmark
Det første Fountain House i Danmark blev etableret i København i december 1986 af en arbejdsgruppe med erfaringer fra social- og sundhedssektoren. Den selvejende institution Fountain House København var den første af sin art i Danmark og dertil det første særlige sociale tilbud overhovedet til psykisk syge, der ikke er indlagt. Et tilbud, som fokuserer på de stærke, sunde og produktive sider hos brugeren. I sin målsætning lægger Fountain House vægt på at give medlemmerne mulighed for at udfolde sig i arbejdsmæssig og social henseende i husets dagligdag og er således et vigtigt supplement til hospitalernes psykiatriske afdelinger og distriktspsykiatrien.
I dag findes der i alt 11 danske huse, samt 1 på Færøerne, der arbejder efter Fountain House modellen:
- Fountain House i København (stiftet 1986)
- Fontæne huset i Århus (stiftet 1990), lukket 2007, herefter Aktivitetscenter Nørre Allé
- Regnbuehuset i Taastrup (stiftet 1992)
- Kildehuset i Ålborg (stiftet 1992)
- Fontænegården Enggården i Thisted (stiftet 1993)
- Fountain House Odsherred Nykøbing Sj. (stiftet 2004)
- Jellinggaard i Jelling (stiftet 2007), fra 2010 Fontænehuset Vejle
- Fortuna-huset i Næstved (stiftet 2007)
- Fontænehuset i Frederikshavn (stiftet 2010)
- Fontænehuset i Svaneke (stiftet 2011)
- Fontænehuset i Furesø (stiftet 2012).[4]
- Fountain House Føroyar i Tórshavn (stiftet 2012).